# 獵鷹1號運載火箭
獵鷹1號运载火箭（Falcon 1）為可部分重複使用的發射系統，SpaceX設計製造此火箭供發射商業太空任務，此兩節式火箭使用液態氧/煤油作為燃料。第一節使用一具梅林引擎；第二節使用一具Kestrel。獵鷹1號火箭為世界第一個使用私人資金製造液態軌道火箭的計畫，每次發射只要670萬美元（2006年幣值）。
於2008年9月28日，獵鷹1號火箭成功到達太空軌道。這亦是第一枚私人研發的液態軌道火箭成功進入地球軌道。

## 設計

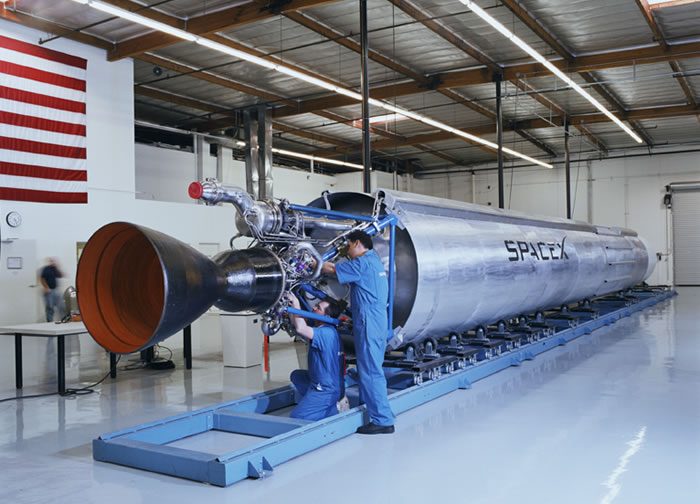
默林引擎

獵鷹1號火箭的設計能使發射到低地球軌道的衛星可使用最低價格，它計畫把獵鷹5號火箭部分零件重複使用，第一節利用降落傘減速降落至海面，回收重複使用，而第二節無法重複使用。

### 第一節
第一節由鋁合金製成，他用隔版隔開液態氧及煤油的燃料槽，且壓力也十分穩定。獵鷹一號可不經特殊處理就發射（像三角洲二號運載火箭早期的設計）；也可以經特殊處理使火箭推力更大（像擎天神二號運載火箭不加壓就不能發射），但此設計會使第一節變的比較重，即使用降落傘系統；由Irvin降落傘公司生產製造有一個高速傘及一個主傘，降落傘減速降落至海面，回收重複使用。而另一個壓低價格的方式是不用保冷系統，也就是用一塊毯子包在第一節的液態氧槽外，可以使重量減輕。第一节经過Space X測試之後，印證了第一節的回收再利用，回收方式也是完美的，發射金額也會如預期的降低。

### 第二節
第二節使用鋁鋰合金製成，可耐低溫，利用氦氣將液態燃料推送至引擎，也利用燃料供給量的不同造成不同的推力，進而控制火箭本體也使用零堆績液態燃料系統，使燃料更快進入引擎；燃燒加壓槽由Arde公司製造（與Delta 4相同）是用多種金屬之合金所製成。

## 火箭分離

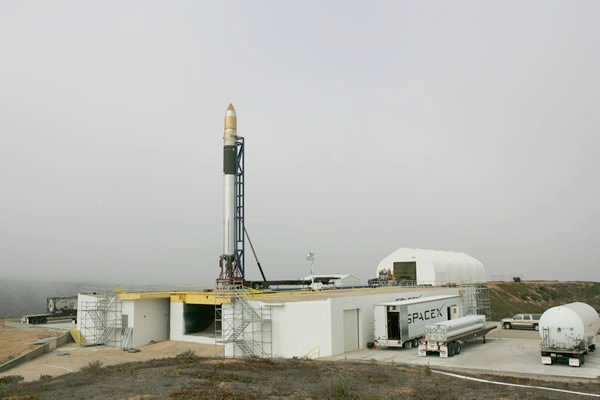
獵鷹一號運載火箭在其發射台上

主引擎點火節流閥由電腦控制，當火箭升空時將流量控制到最大量，如果系統正常運作火箭會在7秒內脫離發射台，第一節會推進至少169秒；第二節會分離使用爆炸螺栓技術、氣動分離系統及更多技術使第一節和第二節能更快速的分離。

## 第一次發射失敗
獵鷹1號火箭的梅林引擎在第一次火箭發射中著火。
因為引擎問題和發射地點一再改變，第一次的發射日期一再延後。預定第一次發射日期為2005年9月26日從馬紹爾群島的瓜加林環礁發射，酬載物是高等防禦衛星研究計畫，但被延至十二月中旬，且衛星改為美國航天大學的獵鷹SAT-2，並經過慎重的處理。2005年9月12日一個真空閥錯誤的開啟使火箭不能發射升空，也造成火箭內部被吸住而損害，最後決定拆下第一節重修，並二度延遲發射日期，幾經延遲後預定在地面進行點火測試的日期是2006年1月10日，測試結果並沒有得到上級的認可，並要求再次檢查。過了兩個月，終於到了第一次獵鷹1號火箭發射，發射時間為2006年3月25日星期六9點30分，但結果卻是失敗的。

## 第四次發射成功
獵鷹1號火箭的第四次發射於2008年9月28日進行，亦是其首次發射成功。

## 火箭版本
| Falcon 1 Versions                          | 獵鷹1號運載火箭 梅林引擎A；2006年–2007年 | 獵鷹1號運載火箭 梅林引擎C；2007年–2009年 | 獵鷹1號運載火箭 梅林引擎1E；2010年 |
| ------------------------------------------ | ---------------------------------------- | ---------------------------------------- | ---------------------------------- |
| 第一節                                     | 1 × 梅林引擎A                            | 1 × 梅林引擎C                            | 1 × 梅林引擎1C                     |
| 第二節                                     | 1 × Kestrel引擎                          | 1 × Kestrel引擎                          | 1 × Kestrel引擎                    |
| 高度 （最大值；公尺）                      | 21.3                                     | 22.25                                    | 26.83                              |
| 直徑 （公尺）                              | 1.7                                      | 1.7                                      | 1.7                                |
| 最初推力 （千牛頓）                        | 318                                      | 343                                      | 454                                |
| 發射質量 （噸）                            | 27.2                                     | 33.23                                    | 38.56                              |
| 酬載艙直徑 （內徑；公尺）                  | 1.5                                      | 1.71                                     | 1.71                               |
| 酬載質量 （近地球軌道；公斤）              | 570（或更少以到达太陽同步軌道）          | 450（或更少以到达太陽同步軌道）          | 700（或更少以到达太陽同步軌道）    |
| 酬載質量 （地球同步軌道；kg）              | —                                        | —                                        | —                                  |
| 價格 （百萬美元）                          | 6.7                                      | 7                                        | 8.5                                |
| 最低價格（價格/公斤） （低地球軌道；美元） | 11,754                                   | 15,556                                   | 12,687或19,767（太陽同步軌道）     |
| 最低價格（價格/公斤） （GTO；美元）        | —                                        | —                                        | —                                  |
| 成功率 （成功數/總數）                     | 0/2                                      | 1/2                                      | —                                  |

## 發射列表
| 發射日期 (格林尼治標準時間) | 發射場 | 酬載衛星                                                       | 結果 | 備註 |
| --------------------------- | ------ | -------------------------------------------------------------- | ---- | --- |
| 2006年3月24日, 22:30        | Omelek | FalconSat-2                                                    | 失敗 | 第一節引擎在T+25 秒故障，火箭爆炸。                                                                             |
| 2007年3月21日, 01:10        | Omelek | DemoSat                                                        | 失敗 | 第一階段成功發射，最高高度為大約300公里。 在T+5分鐘時失去控制，並在T+5分鐘5秒時失去聯絡，最終未能達到運行軌道。 |
| 2008年8月3日, 03:34         | Omelek | Trailblazer/ORS PRESat/NASA NanoSail-D/NASA Explorers/Celestis | 失敗 | 第一節引擎按照預定計劃分離。 但剩餘燃料使第一節引擎撞向第二節引擎。                                             |
| 2008年9月28日, 23:15        | Omelek | 虛擬酬載，重165公斤                                            | 成功 | 令SpaceX成为首个成功发射运载火箭的私营企业。                                                                    |
| 2009年7月14日, 03:35        | Omelek | RazakSAT                                                       | 成功 | |

## 外部連結
- SpaceX Falcon 1 Overview （中文）